# TJK Legion
Tallinna Jalgpalli Klubi Legion eller kortnamn TJK Legion är en fotbollsklubb från Tallinn i Estland.

## Placering tidigare säsonger
| Säsong | Nivå | Liga         | Placering | Referens | Notering                     |
| ------ | ---- | ------------ | --------- | -------- | ---------------------------- |
| 2018   | 3    | Esiliiga B   | 1         | [ 1 ]    | Uppflyttad till Esiliiga     |
| 2019   | 2    | Esiliiga     | 1         | [ 2 ]    | Uppflyttad till Meistriliiga |
| 2020   | 1    | Meistriliiga | 7         | [ 3 ]    |                              |
| 2021   | 1    | Meistriliiga | 5         | [ 4 ]    |                              |
| 2022   | 1    | Meistriliiga | 9         | [ 5 ]    |                              |
| 2023   | 2    | Esiliiga     | 9         | [ 6 ]    |                              |
| 2024   | 3    | Esiliiga B   | 3         | [ 7 ]    |                              |